# Compressions
Compressions (Squeeze) est le 3e épisode de la saison 1 de la série télévisée X-Files. Dans cet épisode, Mulder et Scully enquêtent sur une série de meurtres dont les victimes ont eu le foie dévoré et qui se sont produits dans des lieux entièrement clos de l'intérieur.
Premier épisode de la série écrit par Glen Morgan et James Wong, il a connu un tournage difficile en raison d'importants désaccords opposant le réalisateur Harry Longstreet aux scénaristes et aux acteurs principaux. Certaines scènes ont d'ailleurs été tournées à nouveau après le tournage principal. L'épisode a été accueilli favorablement, étant désormais considéré comme un « classique de la série », et a été étudié pour sa représentation du type de dilemmes qui se posent à Mulder et Scully dans l'exercice de leurs fonctions.

## Résumé
À Baltimore, un homme d'affaires est assassiné dans son bureau. L'agent du FBI Tom Colton, une connaissance de Scully, lui explique que c'est le troisième meurtre dont la victime a été retrouvée avec le foie arraché et qui a été commis dans une pièce fermée de l'intérieur. Colton, un agent très carriériste, demande son aide à Scully. Celle-ci expose le cas à Mulder et tous deux vont enquêter sur la scène du crime. Mulder y relève des empreintes de doigts très allongées sur la bouche d'aération et note leur similarité avec des empreintes prélevées lors d'affaires non élucidées de meurtres en 1933 et 1963. Comme il y a eu à chaque fois cinq meurtres au cours de ces deux affaires, Mulder s'attend à ce que le tueur frappe encore deux fois.
Scully pense que l'assassin est susceptible de retourner sur les lieux des crimes, et surveille avec Mulder l'immeuble où a eu lieu le dernier meurtre. Entendant du bruit dans les conduits de ventilation, ils arrêtent un homme qui s'y trouvait. Celui-ci, nommé Eugène Victor Tooms et travaillant comme agent d'entretien, passe le test du détecteur de mensonge avec succès. Colton rejette avec mépris les affirmations de Mulder comme quoi Tooms est l'auteur des meurtres commis en 1933 et 1963, et celui-ci est relâché. Mulder montre toutefois à Scully que les empreintes de Tooms, une fois allongées, sont identiques à celles qu'il a prélevées. 
Pendant la nuit, Tooms fait une nouvelle victime. Mulder et Scully rendent visite à l'inspecteur à la retraite Frank Briggs, qui avait enquêté sur la série de meurtres de 1933. Briggs leur montre une photographie d'époque de Tooms, qui n'a absolument pas changé depuis, et leur donne son ancienne adresse, un immeuble désormais condamné. Mulder et Scully s'y rendent et trouvent les traces d'un « nid », construit avec des journaux et de la bile, ainsi que des objets pris comme trophées lors des anciens meurtres. Mulder expose sa théorie selon laquelle Tooms est un mutant, capable d'allonger et de compresser son corps, qui sort tous les trente ans de sa période d'hibernation et se maintient en vie en consommant des foies humains. Alors qu'ils quittent les lieux, Tooms, caché dans les combles, dérobe le pendentif que porte Scully.
Mulder et Scully font mettre l'immeuble sous surveillance mais Colton annule cet ordre. En retournant dans l'appartement, Mulder y découvre le pendentif de Scully. Il essaie d'appeler sa partenaire mais la ligne est coupée. Pendant ce temps, Tooms pénètre chez Scully en passant par une bouche d'aération et tente de la tuer. Mulder intervient à temps, et les deux agents arrêtent Tooms. Ce dernier est placé dans un hôpital psychiatrique, où il commence à se bâtir un nouveau nid.

## Distribution
- David Duchovny : Fox Mulder
- Gillian Anderson : Dana Scully
- Doug Hutchison : Eugène Victor Tooms
- Donal Logue : Tom Colton
- Henry Beckman : l'inspecteur Frank Briggs
- Kevin McNulty : l'agent Fuller

## Production

### Préproduction
Venant après deux épisodes centrés sur la mythologie de X-Files, Compressions est le premier épisode de la série à présenter un « monstre de la semaine ». Chris Carter pense en effet qu'il est nécessaire que la série traite d'autres sujets paranormaux que les extraterrestres, sans quoi elle ne pourra pas conserver son élan. Les scénaristes Glen Morgan et James Wong trouvent leur idée de départ en se demandant si quelqu'un pourrait ramper dans le conduit de ventilation menant à leur bureau. Ils s'inspirent également des tueurs en série Jack l'Éventreur et Richard Ramirez. Carter soumet quant à lui l'idée que le tueur consommerait des foies humains après avoir mangé du foie gras lors d'un voyage en France. Morgan et Wong ajoutent ensuite au scénario la capacité de Tooms à entrer en hibernation, ouvrant ainsi la porte à une éventuelle suite. 
Lors de son audition, Doug Hutchison est jugé trop jeune d'aspect pour le rôle de Tooms mais il impressionne les scénaristes par sa capacité à adopter soudainement le comportement d'un prédateur. Hutchison explique par la suite qu'il s'est inspiré pour le rôle de « l'imperturbabilité » du jeu d'Anthony Hopkins dans le film Le Silence des agneaux (1991).

### Tournage
Les extérieurs du début de l'épisode et ceux de la résidence de Tooms sont tournés dans les alentours de Hastings Street, à Vancouver. Lors du tournage de la scène où Tooms observe sa proie depuis un égout pluvial, l'équipe de production arrive trop tard pour sécuriser la zone de tournage. Des ouvriers du bâtiment travaillant non loin sont donc temporairement recrutés pour interdire l'accès aux passants. Le système de ventilation par lequel passe Tooms pour attaquer sa première victime est celui d'un parking à plusieurs niveaux. Une réplique des parties de ce système nécessaires au tournage est construite au niveau le plus bas de ce parking afin d'éviter d'avoir à simuler la nuit, une opération qui aurait été coûteuse. Les extérieurs de l'appartement de Scully sont filmés au même endroit que pour ceux de l'épisode Nous ne sommes pas seuls. L'utilisation de ce site est plus tard abandonnée en raison du faible nombre d'angles de caméra qu'il permet.
James Wong est déçu par le travail de mise en scène du réalisateur Harry Longstreet, affirmant qu'il n'a pas respecté le scénario. Longstreet n'a pas tourné l'une des scènes prévues au scénario, alors que d'autres scènes ont été filmées avec un nombre insuffisant d'angles de prise de vue. Par conséquent, Wong et un autre réalisateur, Michael Katleman, tournent plus tard la scène manquante ainsi que d'autres scènes sous des angles différents. Les acteurs ont eux aussi des problèmes avec Longstreet. Doug Hutchison qualifie de « ridicules » les instructions que lui donne le réalisateur. David Duchovny a ses propres désaccords avec Longstreet concernant la représentation de son personnage. Le réalisateur veut que Mulder soit révolté par les crimes commis par Tooms alors que Duchovny insiste sur le fait que son personnage n'est pas dans le jugement mais est plus intéressé par la « formidable découverte » que Tooms représente.

### Postproduction
Après le tournage, les producteurs engagent un contorsionniste pour filmer la scène où Tooms se glisse dans une cheminée. Les plans sont réalisés de façon à faire paraître la cheminée plus étroite qu'elle ne l'est en réalité. L'infographie est ensuite utilisée pour allonger les doigts du contorsionniste. Des effets sonores d'os qui craquent sont également ajoutés. Les scènes qui montrent Tooms pénétrant chez Scully sont tournées en deux fois ; une première fois sans l'acteur sur le plateau et une deuxième fois avec Hutchison devant un écran bleu. Ces plans sont ensuite fusionnés numériquement afin que Tooms semble sortir d'une bouche d'aération beaucoup plus petite que celle du plateau. Les effets spéciaux d'élongation du corps de Tooms sont toutefois utilisés aussi peu que possible car Chris Carter estime qu'un « soupçon de surnaturel » est plus efficace que trop en faire.
Glen Morgan, partageant l'opinion que le tournage de l'épisode a été difficile, estime qu'il a vraiment été sauvé en postproduction. Morgan juge « exceptionnelle » l'interprétation de Doug Hutchison, la décrivant comme le véritable « atout caché » de l'épisode. Morgan et Wong offrent à l'acteur une deuxième occasion d'interpréter son personnage plus tard dans la saison en écrivant l'épisode Le Retour de Tooms. L'épisode Ombre mortelle de la deuxième saison fait pour sa part référence au personnage. Hutchison écrit le scénario d'une histoire revenant sur les origines de Tooms et intitulée Dark He Was and Golden-Eyed. Il l'envoie à Chris Carter mais le script lui est retourné non lu pour des raisons juridiques.

## Accueil

### Audiences
Lors de sa première diffusion aux États-Unis, l'épisode réalise un score de 7,2 sur l'échelle de Nielsen, avec 13 % de parts de marché, et est regardé par 11,1 millions de téléspectateurs.

### Accueil critique
L'épisode a été accueilli très favorablement par la critique. Le magazine Empire le classe à la première place des meilleurs épisodes de la série, estimant que c'est avec cet épisode que X-Files a prouvé qu'elle était « plus qu'une série de science-fiction sur les OVNI » et a montré qu'elle pouvait « vraiment faire peur », Tooms étant « un monstre réellement emblématique ». Le journal The Gazette le classe à la 7e place des meilleurs épisodes standalone de la série, affirmant qu'il a « contribué à redéfinir le genre horrifique à la télévision ». Erin McCann, du Guardian, le classe parmi les 13 meilleurs épisodes de la série, mettant en avant le fait qu'il introduit « l'un des monstres les plus inoubliables de la série ».
Dans leur livre sur la série, Robert Shearman et Lars Pearson lui donnent la note de 4/5, saluant le scénario très « suggestif » qui ne montre pas à l'écran les capacités de Tooms jusqu'à ce que les téléspectateurs soient complètement pris dans l'histoire. Pour le magazine Entertainment Weekly, qui lui donne la note de B+, c'est un « épisode important par son introduction d'un méchant perturbant » et « le mélange entre horreur et humour commence à prendre ». Le site Le Monde des Avengers évoque « un classique de la série et un de ses épisodes les plus terrifiants », mettant en scène « l'un des adversaires de Mulder les plus inoubliables ».
Keith Phipps, du site The A.V. Club, lui donne la note de A-, évoquant un épisode qui apporte « son lot de frayeurs », particulièrement lors de la scène où Tooms s'infiltre dans la maison de Scully et où la tension est extrême même si on se doute qu'un des deux personnages principaux de la série ne mourra pas au bout de trois épisodes. Christine Seghers, du site IGN, classe Doug Hutchison à la 4e place des meilleurs acteurs invités de la série, qualifiant son interprétation d'« animale » et de « brillamment perverse ».
Parmi les critiques négatives, Thomas Sutcliffe, de The Independent, affirme que l'histoire est « totalement absurde » et involontairement amusante par son invraisemblance.
Le personnage d'Eugene Victor Tooms est souvent cité parmi les « monstres de la semaine » les plus marquants de la série. Pour Michael Roffman, de Time Magazine, c'est le meilleur méchant de la série, ayant donné des cauchemars, ainsi que la phobie des bouches d'aération, aux admirateurs de la première heure de X-Files. Louis Peitzman, du site BuzzFeed, le classe à la 2e place des monstres les plus effrayants de la série. Katie King, du webzine Paste, le classe à la 3e place des meilleurs monstres de la série. John Moore, du site Den of Geek, le classe à la 4e place des meilleurs méchants de X-Files, notant que c'est son impact sur le public qui a fait changer la série d'orientation en la recentrant plus sur les mythes et les monstres. Pour Connie Ogle, de PopMatters, il figure parmi les monstres les plus mémorables de la série. Pour le magazine TV Guide, il compte parmi les monstres les plus effrayants de la série.

## Analyse
Bien que n'ayant pas d'impact direct sur l'arc narratif principal de la série, l'épisode introduit des éléments thématiques importants. C'est dans cet épisode que Scully doit publiquement choisir son camp car, bien qu'elle ait été confrontée à des militaires dans l'épisode Gorge profonde et qu'elle ait « soigneusement formulé » ses rapports afin de ne pas exposer Mulder au ridicule, c'est sa confrontation avec son collègue Tom Colton qui la force à choisir ouvertement entre Mulder et une attitude arriviste. Scully se démarque ainsi « de l'exaspération et de la dérision » affichées par ses collègues envers Mulder, collègues dont les mentalités représentent des modèles de comportement « institutionnellement acceptables ».
Cette hostilité des agents du FBI envers Mulder suggère que la série soulève des problèmes « politiques et non pas épistémologiques ». Les deux personnages principaux, Scully en particulier, doivent maintenir l'équilibre entre leur recherche de la vérité et leur besoin d'obtenir des condamnations dans les affaires dont ils s'occupent. Cet équilibre entre une vérité à découvrir et des preuves à apporter devant un tribunal est comparable au rôle du FBI tel qu'il est perçu et tel qu'il est vraiment. À l'époque de la diffusion de la série, le FBI se voit comme une agence chargée de collecter des preuves afin d'intenter des actions en justice concernant des affaires criminelles. Il y a une disparité entre cette approche et la vision générale du public, qui pense que le FBI  doit rechercher la vérité de façon objective et apolitique ; et cette disparité provoque une frustration.